# 陣田直也
陣田 直也（じんだ なおや）は、日本の大蔵・財務官僚。

## 来歴
1996年、東京大学法学部を卒業し、大蔵省に入省。ハーバード大学ハーバード・ケネディ・スクールより公共政策学修士の学位を取得。アジア開発銀行総裁補佐官を経験後、2017年8月 主税局参事官付主税企画官。2019年7月 主税局参事官・国際租税総合調整官、OECDの税源浸食と利益移転（Base Erosion and Profit Shifting（BEPS））プロジェクトの「第2の柱（Pillar Two）」の取りまとめにあたる。2020年7月 国際局調査課長。FATF第４次対日審査対応と、2022年のロシアによるウクライナ侵攻を受けたロシアへの経済制裁と外為法改正を担当。2022年7月 同局地域協力課長、ASEAN＋3財務大臣・中央銀行総裁会議を共同議長国としての取りまとめにあたる。 2023年7月 同局開発政策課長、2024年7月 同局総務課長。